# Wolfgang Dittrich
Wolfgang Dittrich (* 1962 in Neuss) ist ein ehemaliger deutscher Triathlet und Schwimmer sowie Deutscher Triathlonmeister (1987).

## Werdegang

### Militär-Weltmeister Schwimmen 1981
Wolfgang Dittrich war vor seiner Triathlon-Karriere Mitglied der deutschen Schwimm-Nationalmannschaft und wurde 1981 Militär-Weltmeister über 400 Meter Lagen.
Dittrich galt später zu seiner aktiven Zeit als der schnellste Schwimmer unter den Ironman-Athleten, der auch in der Lage war, in den beiden anderen Disziplinen mit der Weltspitze mitzuhalten. Er dominierte die Schwimmstrecke auf Hawaii und gewann in den Jahren 1987 sowie 1989 bis 1993 jeweils die Auftaktdisziplin.
1987 wurde er nach dem Gewinn der deutschen Triathlonmeisterschaft von seiner Heimatstadt Neuss zum „Sportler des Jahres“ gewählt.
Dittrich bildete zusammen mit Jürgen Zäck und Dirk Aschmoneit die dominierenden „Big Three“ über die Ironman-Distanz (3,86 km Schwimmen, 180,2 km Radfahren und 42,195 km Laufen) in Deutschland zu Beginn der 1990er Jahre.

### 3. Rang Ironman Hawaii 1993
Er war 1993 als erster Deutscher auf dem Podium beim Ironman Hawaii – mit dem dritten Platz.
Während der letzten Vorbereitungsphase auf den Ironman Hawaii 1994 musste sich Dittrich, nach einem Radsturz, mit Knieproblemen in ärztliche Behandlung in Encinitas, Kalifornien, begeben und seine Ambitionen auf einen möglichen Hawaii-Sieg begraben.
Es folgte eine schwerwiegende Gelenksinfektion des Knies, die fast zu einem plötzlichen Karriereende geführt hätte. Durch diese Infektion zog sich die Rehabilitation in die Länge, so dass Dittrich erst 1996 erstmals wieder bei einem Ironman-Wettkampf starten konnte.
Mit einem Vorsprung von über zehn Minuten musste er allerdings sein erstes Rennen beim Ironman Japan wegen eines Vorderraddefektes beenden.
Ab 1996 startete er auch wieder beim Ironman Hawaii, kam immer mit der Führungsgruppe aus dem Wasser, konnte aber vor allem läuferisch nicht mehr an seine Topzeiten anknüpfen. 1998 beendete er sein letztes Rennen auf Hawaii aufgrund von Magenproblemen vorzeitig auf der Radstrecke.
Der Steel Town Man 1998 im österreichischen Linz war sein erster und einziger Sieg bei einer Langdistanz.
Dittrich arbeitet nach seiner Profikarriere als Sportreferent und Schwimmcoach. Er veranstaltet Seminare, Lehrgänge, Trainingslager und Projektveranstaltungen.
Er ist seit November 2002 mit der Profitriathletin Leslie Benson Dittrich verheiratet und lebt in Boulder (USA).

## Sportliche Erfolge
| Jahr          | Rang | Wettbewerb                                          | Austragungsort     | Zeit     | Bemerkung                                                                        |
| ------------- | ---- | --------------------------------------------------- | ------------------ | -------- | -------------------------------------------------------------------------------- |
| 6. Aug. 2000  | 2    | Steel Town Man                                      | Linz               | 04:10:44 | (Halbdistanz)                                                                    |
| 1994          | 1    | Wildflower Triathlon                                | Lake San Antonio   | 04:05:26 | Sieg mit neuem Streckenrekord                                                    |
| 1992          | 1    | Heidelberger Triathlon                              | Heidelberg         |          |                                                                                  |
| 1991          | 5    | Supersprint Serie                                   | Roth               | 01:53:32 | auf der olympischen Distanz (1,5 km Schwimmen, 40 km Radfahren und 10 km Laufen) |
| 6. Aug. 1989  | 65   | ITU Short Distance Triathlon World Championships    | Avignon            | 02:12:05 | Erstaustragung einer Weltmeisterschaft auf der Kurzdistanz                       |
| 30. Juli 1989 | 3    | DTU Deutsche Meisterschaft Triathlon Kurzdistanz    | Landau an der Isar |          |                                                                                  |
| 11. Juni 1989 | 5    | ETU Short Distance Triathlon European Championships | Cascais            | 02:04:38 | Europameisterschaft der ETU                                                      |
| 22. Juni 1987 | 1    | DTU Deutsche Meisterschaft Triathlon Kurzdistanz    | St. Wendel         |          | Deutscher Meister auf der Kurzdistanz                                            |

| Jahr          | Rang | Wettbewerb                        | Austragungsort | Zeit     | Bemerkung |
| ------------- | ---- | --------------------------------- | -------------- | -------- | --- |
| 23. Apr. 2000 | 9    | Strongman All Japan Triathlon     | Miyakojima     | 08:08:00 | |
| 6. Nov. 1999  | 14   | Ironman Florida                   | Panama City    | 09:17:19 | |
| 25. Apr. 1999 | 8    | Strongman All Japan Triathlon     | Miyakojima     | 09:06:01 | |
| 1999          | 6    | Steel Town Man                    | Linz           | 09:12:35 | |
| 3. Okt. 1998  | DNF  | Ironman Hawaii                    | Hawaii         | –        | |
| 12. Juli 1998 | 14   | Ironman Europe                    | Roth           | 08:47:47 | |
| 19. Apr. 1998 | 6    | Strongman All Japan Triathlon     | Miyakojima     | 07:56:07 | |
| 1998          | 1    | Steel Town Man                    | Linz           | 08:36:26 | |
| 18. Okt. 1997 | 21   | Ironman Hawaii                    | Hawaii         | 09:04:44 | |
| 3. Aug. 1997  | 13   | Ironman Switzerland               | Zürich         | 09:14:42 | |
| 26. Okt. 1996 | 37   | Ironman Hawaii                    | Hawaii         | 09:06:01 | |
| Apr. 1996     | DNF  | Strongman All Japan Triathlon     | Miyakojima     | –        | Rennabbruch nach Vorderraddefekt                                                                                 |
| 10. Juli 1994 | 4    | Ironman Europe                    | Roth           | 08:11:02 | |
| 23. Okt. 1993 | 3    | Ironman Hawaii                    | Hawaii         | 08:20:13 | Dittrich war der erste Deutsche, der bei der Ironman World Championship auf Hawaii einen Podiumsplatz erreichte. |
| 13. Juli 1993 | 4    | Triathlon Longue Distance de Nice | Nizza          |          | hinter Mark Allen, Simon Lessing und Rob Barel                                                                   |
| 10. Juli 1993 | 5    | Ironman Europe                    | Roth           | 08:15:29 | |
| 10. Okt. 1992 | 4    | Ironman Hawaii                    | Hawaii         | 08:23:19 | |
| 19. Okt. 1991 | 5    | Ironman Hawaii                    | Hawaii         | 08:30:48 | |
| 13. Juli 1991 | 7    | Ironman Europe                    | Roth           | 08:21:35 | |
| 14. Juli 1990 | 5    | Ironman Europe                    | Roth           | 08:37:47 | |
| 14. Okt. 1989 | 10   | Ironman Hawaii                    | Hawaii         | 08:39:56 | |
| 24. Juni 1989 | 7    | Ironman Europe                    | Roth           | 04:10:47 | Halbdistanz |
| 10. Okt. 1987 | 42   | Ironman Hawaii                    | Hawaii         | 09:45:19 | Wolfgang Dittrich beendet das Schwimmen als Schnellster in 50:41 Minuten                                         |

(DNF – Did Not Finish)

### Topzeiten beim Ironman Hawaii
- Beste Schwimmzeit: 1991 in 48:02 min
- Beste Radzeit: 1993 in 4:30:29 h
- Beste Laufzeit: 1992 in 2:56:27 h
- Beste Zeit im Ziel: 1993 in 8:20:13 h

### Topzeiten beim Ironman Europe (in Roth)
- Beste Schwimmzeiten:
  - 1998 in 44:36 min
  - 1990 in 45:11 min
  - 1994 in 45:49 min
  - 1991 in 46:36 min
- Beste Radzeit:
  - 1993 in 4:26:45 h